# Maik dos Santos
Maik Ferreira dos Santos (6 settembre 1980) è un pallamanista brasiliano.